# Isabel Pascual-Abad y Francés
Isabel Pascual-Abad y Francés (1836-1903) fue una pintora española.

## Biografía
Pintora nacida en la localidad alicantina de Alcoy el 20 de noviembre de 1836, fue discípula de su padre, Antonio Pascual Abad. En la Exposición celebrada en Valencia en 1860 presentó una Herodías, de tamaño natural, por cuya obra alcanzó una medalla de plata de segunda clase, y en la Nacional de 1866 la Batalla del Puig por el Rey D. Jaime el Conquistador en 1237. Fueron también de su mano un San Miguel, que pintó para la localidad de Liria, y otras obras que existen en poder de particulares. Habría fallecido en 1903.